# Thomas Jolly

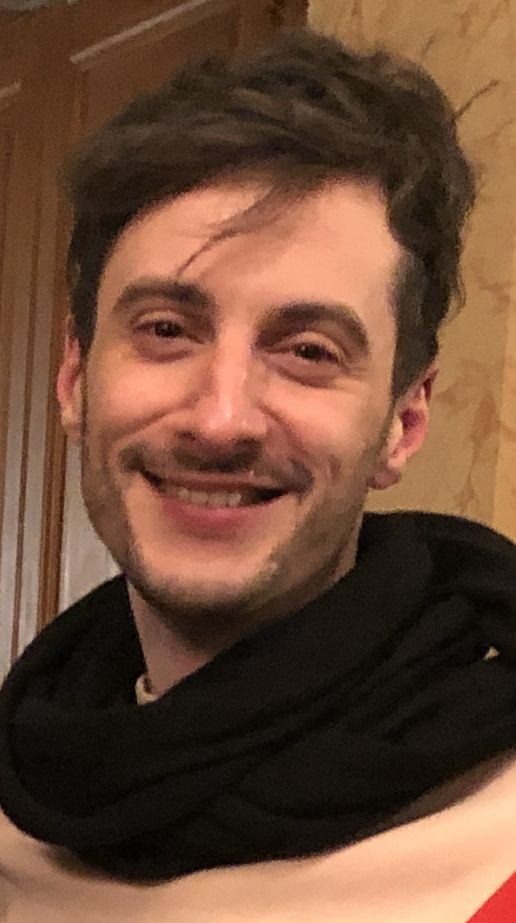
Thomas Jolly (2019)

Thomas Jolly (* 1. Februar 1982 in Rouen) ist ein französischer Schauspieler und künstlerischer Leiter, der im September 2022 zum künstlerischen Leiter der Eröffnungsfeier der Olympischen Sommerspiele 2024 in Paris ernannt wurde.

## Leben
Thomas Jolly kam in einem Dorf bei Rouen zur Welt. Sein Vater war Drucker, seine Mutter Krankenpflegerin. Schon als Kind führte er der Familie kleine Spektakel auf, spielte dazu Opernmusik vom Band und kostümierte sich. Mit 11 Jahren ging er in eine Theatergruppe für Kinder in einer Banlieue von Rouen.
Später studierte Jolly Theaterwissenschaft, gründete 2006 die Theatergruppe La Piccola Familia, mit der er durch Frankreich tourte. Er trat als Schauspieler auf, fungierte aber auch als Regisseur, was ihm mehr lag. 2014 wurde er bekannt durch seine ambitionierte Inszenierung von Shakespeares Henry VI auf dem Festival von Avignon: Die Aufführung dauerte 18 Stunden, ging über 15 Akte und war mit 150 Rollen besetzt.
Jolly leitete vom 1. Januar 2020 bis November 2022 das nationale Theaterzentrum Le Quai d'Angers. Er trat zurück, nachdem er im September 2022 zum künstlerischen Leiter der Eröffnungsfeier der Olympischen Sommerspiele 2024 in Paris ernannt wurde.